# Apoclea plurisetosa
Apoclea plurisetosa är en tvåvingeart som beskrevs av Becker 1909. Apoclea plurisetosa ingår i släktet Apoclea och familjen rovflugor. Inga underarter finns listade i Catalogue of Life.